# Tschechischer Fußballpokal 2002/03
Der Tschechische Fußballpokal 2002/03 (tschechisch: Pohár ČMFS 2002/03) war die zehnte Austragung des Fußballpokalwettbewerbs der Männer des Fußballverbandes der Tschechischen Republik. Im Endspiel setzte sich der FK Teplice mit 1:0 gegen den FK Jablonec 97 durch. Der Sieger nahm am UEFA-Pokal teil.

## Modus und Termine
Am Wettbewerb nahmen in der Vorrunde 44 Mannschaften teil. Zu den 22 Gewinnern stießen in der ersten Runde weitere 74 Teams. In der zweiten Runde kamen 16 Erstligisten hinzu. In allen Runden wurde der Sieger in einem Spiel ermittelt. Bis zum Achtelfinale wurde bei unentschiedenem Ausgang nach der regulären Spielzeit von 90 Minuten ein Elfmeterschießen durchgeführt. Ab dem Viertelfinale gab es nach einem Remis eine Verlängerung von zweimal 15 Minuten und falls notwendig ein Elfmeterschießen. Das Finale fand am 27. Mai 2003 statt.
| Runde         | Datum              | Spiele | Vereine   | Neueinstiege |
| ------------- | ------------------ | ------ | --------- | ------------ |
| Vorrunde      | 14. Juli 2002      | 22     | 134 → 112 | 44           |
| 1. Runde      | 20. Juli 2002      | 48     | 112 → 64  | 74           |
| 2. Runde      | 23. Juli 2002      | 32     | 64 → 32   | 16           |
| 3. Runde      | 10. September 2002 | 16     | 32 → 16   | –            |
| Achtelfinale  | 9. April 2003      | 08     | 16 → 8    | –            |
| Viertelfinale | 16. April 2003     | 04     | 8 → 4     | –            |
| Halbfinale    | 7. Mai 2003        | 02     | 4 → 2     | –            |
| Finale        | 27. Mai 2003       | 01     | 2 → 1     | –            |
| Gesamt        |                    | 1330   |           | 1340         |

## Vorrunde

### Teilnehmende Mannschaften
33 Viertligisten, 7 Fünftligisten und 4 Sechstligisten
| Vorrundenteilnehmer | | | |
| TJ Hluboká nad Vltavou (IV) SK Senco Doubravka (IV) TJ Přeštice (IV) FK Rokycany (IV) FC Písek (IV) FK Tábor (IV) FK Jiskra Třeboň (IV) SIAD TP Brňany (IV) SK Sokol Libiš (IV) FSC Libuš (IV) FK Chemopetrol Litvínov (IV) | MFK Ústí nad Labem (IV) FK Slavoj Vyšehrad (IV) FK Brandýs nad Labem (IV) FC Zenit Čáslav (IV) FK Agria Choceň (IV) FK Dobrovice (IV) Spartak Rychnov nad Kněžnou (IV) TJ Jiskra Ústí nad Orlicí (IV) TJ Slovan Břeclav (IV) TJ Dolní Němčí (IV) FC Elseremo Brumov (IV) | SK VTJ Spartak Hulín (IV) SK Lipová (IV) FC Morkovice (IV) SK Rostex Vyškov (IV) FK Refotal Albrechtice (IV) FK Avizo Město Albrechtice (IV) FC Hlučin (IV) Spartak VTJ Lipník nad Bečvou (IV) TJ Valašské Meziříčí (IV) FK Slavia Orlová-Lutyně (IV) TJ Jiskra Rýmařov (IV) | TJ Sokol Kamenný Újezd (V) FC Lhota u Vsetina (V) TJ Sokol Manětín (V) SFK Meziboří (V) TJ Slavoj Předměřice nad Labem (V) FK Stříbrná Skalice (V) FC Slavoj Žirovnice (V) FC Beňov (VI) TJ Tatran Jakubčovice (VI) SK Actherm Prag (VI) SK Šlapanice (VI) |
| IV = Divize • V = Krajský přebor • VI = I. A třída | | | |

### Begegnungen der Vorrunde
| Datum                 |                                    | Ergebnis        |                                    |
| --------------------- | ---------------------------------- | --------------- | ---------------------------------- |
| 14.07.2002, 17:00 Uhr | SK Actherm Prag (VI)               | 0:2             | FK Slavoj Vyšehrad (IV)            |
| 14.07.2002, 17:00 Uhr | FSC Libuš (IV)                     | 1:4             | FK Brandýs nad Labem (IV)          |
| 14.07.2002, 17:00 Uhr | FK Stříbrná Skalice (V)            | 3:1             | FC Zenit Čáslav (IV)               |
| 14.07.2002, 17:00 Uhr | TJ Sokol Manětín (V)               | 0:3             | TJ Přeštice (IV)                   |
| 14.07.2002, 17:00 Uhr | SK Senco Doubravka (IV)            | 1:0             | FK Rokycany (IV)                   |
| 14.07.2002, 17:00 Uhr | TJ Sokol Kamenný Újezd (V)         | 1:5             | FC Písek (IV)                      |
| 14.07.2002, 17:00 Uhr | TJ Hluboká nad Vltavou (IV)        | 1:1 (4:3 i. E.) | FK Tábor (IV)                      |
| 14.07.2002, 17:00 Uhr | TJ Slavoj Předměřice nad Labem (V) | 1:0             | FK Agria Choceň (IV)               |
| 14.07.2002, 17:00 Uhr | TJ Jiskra Ústí nad Orlicí (IV)     | 2:0             | Spartak Rychnov nad Kněžnou (IV)   |
| 14.07.2002, 17:00 Uhr | SFK Meziboří (V)                   | 1:2             | MFK Ústí nad Labem (IV)            |
| 14.07.2002, 17:00 Uhr | SIAD TP Brňany (IV)                | 2:0             | FK Chemopetrol Litvínov (IV)       |
| 14.07.2002, 17:00 Uhr | FC Slavoj Žirovnice (V)            | 0:1             | FK Jiskra Třeboň (IV)              |
| 14.07.2002, 17:00 Uhr | SK Šlapanice (VI)                  | 1:1 (2:3 i. E.) | TJ Slovan Břeclav (IV)             |
| 14.07.2002, 17:00 Uhr | SK Rostex Vyškov (IV)              | 4:2             | SK Lipová (IV)                     |
| 14.07.2002, 17:00 Uhr | FC Morkovice (IV)                  | 0:0 (2:4 i. E.) | SK VTJ Spartak Hulín (IV)          |
| 14.07.2002, 17:00 Uhr | TJ Dolní Němčí (IV)                | 2:0             | FC Elseremo Brumov (IV)            |
| 14.07.2002, 17:00 Uhr | FC Lhota u Vsetina (V)             | 4:2             | TJ Valašské Meziříčí (IV)          |
| 14.07.2002, 17:00 Uhr | FC Beňov (VI)                      | 0:3             | Spartak VTJ Lipník nad Bečvou (IV) |
| 14.07.2002, 17:00 Uhr | TJ Tatran Jakubčovice (VI)         | 0:0 (5:4 i. E.) | FK Refotal Albrechtice (IV)        |
| 14.07.2002, 17:00 Uhr | FC Hlučin (IV)                     | 5:1             | FK Slavia Orlová-Lutyně (IV)       |
| 14.07.2002, 17:20 Uhr | TJ Jiskra Rýmařov (IV)             | 3:1             | FK Avizo Město Albrechtice (IV)    |
| 14.07.2002, 17:20 Uhr | FK Dobrovice (IV)                  | 3:0             | SK Sokol Libiš (IV)                |

## 1. Runde

### Teilnehmende Mannschaften
Die 22 Sieger der Vorrunde, 14 Zweitligisten, 23 Drittligisten, weitere 36 Viertligisten und ein weiterer Sechstligist. Insgesamt nahmen 96 Mannschaften teil.
| Fotbalová národní liga 14 Mannschaften der 2. Liga 2002/03 | Sieger der Vorrunde die 22 Sieger der Vorrunde | weitere Teilnehmer 60 Mannschaften | weitere Teilnehmer 60 Mannschaften | weitere Teilnehmer 60 Mannschaften |
| VT Chomutov Vysočina Jihlava FC MUS Most FK Mladá Boleslav FC Group Dolní Kounice FK Kunovice TJ Spolana Neratovice 1. HFK Olomouc SFC Opava FK AS Pardubice FC Viktoria Pilsen SK LeRK Prostějov SC Xaverov Horní Počernice FC Vítkovice | FK Brandýs nad Labem (IV) TJ Slovan Břeclav (IV) SIAD TP Brňany (IV) FK Dobrovice (IV) SK Senco Doubravka (IV) FC Hlučin (IV) TJ Hluboká nad Vltavou (IV) SK VTJ Spartak Hulín (IV) Spartak VTJ Lipník nad Bečvou (IV) TJ Dolní Němčí (IV) FC Písek (IV) TJ Přeštice (IV) TJ Jiskra Rýmařov (IV) FK Jiskra Třeboň (IV) MFK Ústí nad Labem (IV) TJ Jiskra Ústí nad Orlicí (IV) FK Slavoj Vyšehrad (IV) SK Rostex Vyškov (IV) FC Lhota u Vsetina (V) TJ Slavoj Předměřice nad Labem (V) FK Stříbrná Skalice (V) TJ Tatran Jakubčovice (VI) | FK Admira-Slavoj Prag (III) AFK Chrudim (III) FK Kolín (III) FK OEZ Letohrad (III) TJ Sokol Ligmet Milin (III) TJ Tatran Prachatice (III) FC Sparta Krč Prag (III) FC Střížkov Praha 9 (III) SK Semily (III) SK Viktoria Sibřina (III) TJ Slovan Varnsdorf (III) FC MSA Dolní Benešov (III) FK Bystřice pod Hostýnem (III) SK Dětmarovice (III) FK Drnovice (III) FK VP Frýdek-Místek (III) SK Hranice (III) SK Hanácká Slavia Kroměříž (III) FC VMG Kyjov (III) SK Tatran Poštorná (III) | Fotbal Třinec (III) FK UNEX Uničov (III) 1. SC Znojmo (III) SK Benešov (IV) FC Dragoun Břevnov (IV) FK Spartak Kaplice (IV) SK Klatovy 1898 (IV) Spartak MAS Sezimovo Ústí (IV) TJ SK Satalice (IV) FK Slavia Vejprnice (IV) FK Český lev Neštěmice (IV) FK Tatran Kadaň (IV) SK Buldoci Karlovy Vary-Dvory (IV) SK Kladno (IV) FK Litoměřice (IV) SK Rakovník (IV) SK Roudnice nad Labem (IV) SK AssiDoman Štěti (IV) SK Uhelné sklady Prag (IV) PFC Český Dub (IV) | SK Union Čelákovice (IV) FK Náchod-Deštné (IV) TJ Svitavy (IV) FK Trutnov (IV) FC Velim (IV) FK Autodemont Horka nad Moravou (IV) FC Dosta Bystrc-Kníničky (IV) FK Mutěnice (IV) FK Baník Ratíškovice (IV) FC TVD Slavičín (IV) FC Slušovice (IV) HFK Třebíč (IV) FC IRP Český Těšin (IV) FC Dukla Hranice (IV) FC Karviná (IV) TJ Nový Jičín (IV) TJ Lokomotiva Petrovice (IV) TJ Sokol Lázne Velké Losiny (IV) SK UNO Zábřeh (IV) TJ Biocel Vratimov (VI) |
| Ligaebene in Klammern: III = ČFL bzw. MSFL • IV = Divize • V = Krajský přebor • VI = I. A třída | | | | |

### Begegnungen der 1. Runde
| Datum                 |                                      | Ergebnis         |                                    |
| --------------------- | ------------------------------------ | ---------------- | ---------------------------------- |
| 20.07.2002, 10:15 Uhr | SK Uhelné sklady Prag (IV)           | 0:8              | FC Střížkov Praha 9 (III)          |
| 20.07.2002, 10:30 Uhr | FK Náchod-Deštné (IV)                | 4:0              | SK Semily (III)                    |
| 20.07.2002, 11:00 Uhr | MFK Ústí nad Labem (IV)              | 2:3              | TJ Slovan Varnsdorf (III)          |
| 20.07.2002, 17:00 Uhr | FK Slavoj Vyšehrad (IV)              | 0:2              | FC Sparta Krč Prag (III)           |
| 20.07.2002, 17:00 Uhr | FC Dragoun Břevnov (IV)              | 1:1 (3:1 i. E.)  | TJ Spolana Neratovice (II)         |
| 20.07.2002, 17:00 Uhr | TJ SK Satalice (IV)                  | 2:1              | FC Velim (IV)                      |
| 20.07.2002, 17:00 Uhr | FK Stříbrná Skalice (V)              | 0:1              | FK Kolín (III)                     |
| 20.07.2002, 17:00 Uhr | TJ Přeštice (IV)                     | 1:1 (3:4 i. E.)  | SK Klatovy 1898 (IV)               |
| 20.07.2002, 17:00 Uhr | FK Slavia Vejprnice (IV)             | 1:4              | FC Viktoria Pilsen (II)            |
| 20.07.2002, 17:00 Uhr | SIAD TP Brňany (IV)                  | 2:1              | SK Buldoci Karlovy Vary-Dvory (IV) |
| 20.07.2002, 17:00 Uhr | FC Písek (IV)                        | 1:3              | Spartak MAS Sezimovo Ústí (IV)     |
| 20.07.2002, 17:00 Uhr | SK Benešov (IV)                      | 0:4              | SC Xaverov Horní Počernice (II)    |
| 20.07.2002, 17:00 Uhr | SK Rakovník (IV)                     | 2:2 (8:9 i. E.)  | VT Chomutov (II)                   |
| 20.07.2002, 17:00 Uhr | FK Český lev Neštěmice (IV)          | 0:3              | FC MUS Most (II)                   |
| 20.07.2002, 17:00 Uhr | TJ Slavoj Předměřice nad Labem (V)   | 0:2              | TJ Svitavy (IV)                    |
| 20.07.2002, 17:00 Uhr | SK AssiDoman Štěti (IV)              | 1:0              | SK Union Čelákovice (IV)           |
| 20.07.2002, 17:00 Uhr | FK Brandýs nad Labem (IV)            | 0:3              | SK Viktoria Sibřina (III)          |
| 20.07.2002, 17:00 Uhr | PFC Český Dub (IV)                   | 2:2 (6:5 i. E.)  | FK Trutnov (IV)                    |
| 20.07.2002, 17:00 Uhr | FK Dobrovice (IV)                    | 0:1              | FK AS Pardubice (II)               |
| 20.07.2002, 17:00 Uhr | SK Senco Doubravka (IV)              | 1:1 (4:5 i. E.)  | TJ Sokol Ligmet Milin (III)        |
| 20.07.2002, 17:00 Uhr | FK Litoměřice (IV)                   | 1:1 (4:1 i. E.)  | FK Mladá Boleslav (II)             |
| 20.07.2002, 17:00 Uhr | TJ Hluboká nad Vltavou (IV)          | 0:2              | TJ Tatran Prachatice (III)         |
| 20.07.2002, 17:00 Uhr | TJ Jiskra Ústí nad Orlicí (IV)       | 0:0 (9:10 i. E.) | AFK Chrudim (III)                  |
| 20.07.2002, 17:00 Uhr | FK Tatran Kadaň (IV)                 | 0:3              | SK Kladno (IV)                     |
| 20.07.2002, 17:00 Uhr | TJ Sokol Lázne Velké Losiny (IV)     | 2:2 (2:3 i. E.)  | FK OEZ Letohrad (III)              |
| 20.07.2002, 17:00 Uhr | 1. SC Znojmo (III)                   | 2:2 (1:3 i. E.)  | Vysočina Jihlava (II)              |
| 20.07.2002, 17:00 Uhr | HFK Třebíč (IV)                      | 1:2              | FC Group Dolní Kounice (II)        |
| 20.07.2002, 17:00 Uhr | TJ Slovan Břeclav (IV)               | 0:1              | SK Tatran Poštorná (III)           |
| 20.07.2002, 17:00 Uhr | SK Rostex Vyškov (IV)                | 0:2              | FC Dosta Bystrc-Kníničky (IV)      |
| 20.07.2002, 17:00 Uhr | FK Mutěnice (IV)                     | 1:0              | FK Baník Ratíškovice (IV)          |
| 20.07.2002, 17:00 Uhr | SK Hanácká Slavia Kroměříž (III)     | 2:0              | FK Drnovice (III)                  |
| 20.07.2002, 17:00 Uhr | FC VMG Kyjov (III)                   | 1:4              | FK Kunovice (II)                   |
| 20.07.2002, 17:00 Uhr | TJ Dolní Němčí (IV)                  | 1:2              | FK Bystřice pod Hostýnem (III)     |
| 20.07.2002, 17:00 Uhr | FC Lhota u Vsetina (V)               | 0:2              | FC TVD Slavičín (IV)               |
| 20.07.2002, 17:00 Uhr | FC Slušovice (IV)                    | 1:0              | FC Dukla Hranice (IV)              |
| 20.07.2002, 17:00 Uhr | SK VTJ Spartak Hulín (IV)            | 4:0              | SK LeRK Prostějov (II)             |
| 20.07.2002, 17:00 Uhr | Spartak VTJ Lipník nad Bečvou (IV)   | 0:2              | 1. HFK Olomouc (II)                |
| 20.07.2002, 17:00 Uhr | FK Autodemont Horka nad Moravou (IV) | 0:3              | FK UNEX Uničov (III)               |
| 20.07.2002, 17:00 Uhr | TJ Jiskra Rýmařov (IV)               | 3:0              | SK UNO Zábřeh (IV)                 |
| 20.07.2002, 17:00 Uhr | SK Hranice (III)                     | 3:0              | SFC Opava (II)                     |
| 20.07.2002, 17:00 Uhr | TJ Nový Jičín (IV)                   | 0:5              | FC Vítkovice (II)                  |
| 20.07.2002, 17:00 Uhr | TJ Lokomotiva Petrovice (IV)         | 0:7              | FK VP Frýdek-Místek (III)          |
| 20.07.2002, 17:00 Uhr | FC Hlučin (IV)                       | 3:1              | FC MSA Dolní Benešov (III)         |
| 20.07.2002, 17:00 Uhr | FC IRP Český Těšin (IV)              | 0:1              | Fotbal Třinec (III)                |
| 20.07.2002, 17:00 Uhr | TJ Tatran Jakubčovice (VI)           | 5:1              | TJ Biocel Vratimov (VI)            |
| 20.07.2002, 17:00 Uhr | SK Dětmarovice (III)                 | 4:0              | FC Karviná (IV)                    |
| 20.07.2002, 17:00 Uhr | FK Jiskra Třeboň (IV)                | 1:0              | FK Spartak Kaplice (IV)            |
| 20.07.2002, 17:00 Uhr | SK Roudnice nad Labem (IV)           | 1:1 (5:4 i. E.)  | FK Admira-Slavoj Prag (III)        |

## 2. Runde

### Teilnehmende Mannschaften
| Gambrinus Liga 2002/03 16 Erstligisten | Sieger der 1. Runde 48 Mannschaften | Sieger der 1. Runde 48 Mannschaften | Sieger der 1. Runde 48 Mannschaften |
| AC Sparta Prag SK Slavia Prag FC Bohemians Prag FK Chmel Blšany SK České Budweis SK Hradec Králové FK Marila Příbram 1. FC Brünn FK Jablonec 97 Baník Ostrava Slovan Liberec SK Sigma Olmütz 1. FC SYNOT FK Teplice FK Viktoria Žižkov FK Tescoma Zlín | VT Chomutov (II) Vysočina Jihlava (II) FC Group Dolní Kounice (II) FK Kunovice (II) FC MUS Most (II) 1. HFK Olomouc (II) FK AS Pardubice (II) SC Xaverov Horní Počernice (II) FC Viktoria Pilsen (II) FC Vítkovice (II) FK Bystřice pod Hostýnem (III) AFK Chrudim (III) SK Dětmarovice (III) FK VP Frýdek-Místek (III) SK Hranice (III) SK Hanácká Slavia Kroměříž (III) | FK Kolín (III) FK OEZ Letohrad (III) TJ Sokol Ligmet Milin (III) SK Tatran Poštorná (III) TJ Tatran Prachatice (III) FC Sparta Krč Prag (III) SK Viktoria Sibřina (III) FC Střížkov Praha 9 (III) Fotbal Třinec (III) FK UNEX Uničov (III) TJ Slovan Varnsdorf (III) FC Dragoun Břevnov (IV) SIAD TP Brňany (IV) FC Dosta Bystrc-Kníničky (IV) PFC Český Dub (IV) FC Hlučin (IV) | SK VTJ Spartak Hulín (IV) SK Kladno (IV) SK Klatovy 1898 (IV) FK Litoměřice (IV) FK Mutěnice (IV) FK Náchod-Deštné (IV) SK Roudnice nad Labem (IV) TJ Jiskra Rýmařov (IV) TJ SK Satalice (IV) Spartak MAS Sezimovo Ústí (IV) FC TVD Slavičín (IV) FC Slušovice (IV) SK AssiDoman Štěti (IV) TJ Svitavy (IV) FK Jiskra Třeboň (IV) TJ Tatran Jakubčovice (VI) |
| Ligaebene in Klammern: II = FNL • III = ČFL bzw. MSFL • IV = Divize • V = Krajský přebor | | | |

### Begegnungen der 2. Runde
| Datum                 |                                 | Ergebnis        |                                  |
| --------------------- | ------------------------------- | --------------- | -------------------------------- |
| 23.07.2002, 17:00 Uhr | TJ Slovan Varnsdorf (III)       | 0:3             | Slovan Liberec (I)               |
| 23.07.2002, 17:00 Uhr | FC Group Dolní Kounice (II)     | 3:1             | Vysočina Jihlava (II)            |
| 23.07.2002, 17:00 Uhr | FC Slušovice (IV)               | 0:9             | FK Tescoma Zlín (I)              |
| 23.07.2002, 17:00 Uhr | FK Mutěnice (IV)                | 1:2             | SK Tatran Poštorná (III)         |
| 23.07.2002, 17:00 Uhr | TJ SK Satalice (IV)             | 0:8             | SK Slavia Prag (I)               |
| 23.07.2002, 17:00 Uhr | TJ Svitavy (IV)                 | 2:0             | AFK Chrudim (III)                |
| 23.07.2002, 17:00 Uhr | FK Náchod-Deštné (IV)           | 0:4             | SK Hradec Králové (I)            |
| 23.07.2002, 17:00 Uhr | TJ Jiskra Rýmařov (IV)          | 1:3             | 1. HFK Olomouc (II)              |
| 23.07.2002, 17:00 Uhr | FC Dosta Bystrc-Kníničky (IV)   | 0:4             | 1. FC Brünn (I)                  |
| 23.07.2002, 17:00 Uhr | FC TVD Slavičín (IV)            | 0:3             | FK Kunovice (II)                 |
| 23.07.2002, 17:00 Uhr | PFC Český Dub (IV)              | 0:5             | FK Jablonec 97 (I)               |
| 23.07.2002, 17:00 Uhr | SK Roudnice nad Labem (IV)      | 5:1             | FK Litoměřice (IV)               |
| 23.07.2002, 17:00 Uhr | SK Klatovy 1898 (IV)            | 0:4             | FK Marila Příbram (I)            |
| 23.07.2002, 17:00 Uhr | SK AssiDoman Štěti (IV)         | 1:2             | FC Střížkov Praha 9 (III)        |
| 23.07.2002, 17:00 Uhr | SK Viktoria Sibřina (III)       | 0:4             | FC Bohemians Prag (I)            |
| 23.07.2002, 17:00 Uhr | FK Jiskra Třeboň (IV)           | 1:2             | TJ Tatran Prachatice (III)       |
| 23.07.2002, 17:00 Uhr | FK Kolín (III)                  | 0:1             | FK Viktoria Žižkov (I)           |
| 23.07.2002, 17:00 Uhr | SIAD TP Brňany (IV)             | 0:1             | FC MUS Most (II)                 |
| 23.07.2002, 17:00 Uhr | VT Chomutov (II)                | 2:0             | VT Chomutov (I)                  |
| 23.07.2002, 17:00 Uhr | FC Dragoun Břevnov (IV)         | 1:1 (5:4 i. E.) | FC Sparta Krč Prag (III)         |
| 23.07.2002, 17:00 Uhr | SK VTJ Spartak Hulín (IV)       | 2:3             | SK Hanácká Slavia Kroměříž (III) |
| 23.07.2002, 17:00 Uhr | FK UNEX Uničov (IV)             | 1:5             | SK Sigma Olmütz (I)              |
| 23.07.2002, 17:00 Uhr | SK Dětmarovice (III)            | 0:7             | Baník Ostrava (I)                |
| 23.07.2002, 17:00 Uhr | FC Hlučin (IV)                  | 4:1             | FK VP Frýdek-Místek (III)        |
| 23.07.2002, 17:00 Uhr | FK Bystřice pod Hostýnem (III)  | 0:4             | 1. FC SYNOT (I)                  |
| 23.07.2002, 17:00 Uhr | Fotbal Třinec (III)             | 0:4             | FC Vítkovice (II)                |
| 23.07.2002, 17:00 Uhr | Spartak MAS Sezimovo Ústí (IV)  | 0:4             | SK České Budweis (I)             |
| 23.07.2002, 17:00 Uhr | TJ Sokol Ligmet Milin (III)     | 1:3             | FC Viktoria Pilsen (II)          |
| 23.07.2002, 17:00 Uhr | SC Xaverov Horní Počernice (II) | 0:2             | FK AS Pardubice (II)             |
| 25.07.2002, 17:00 Uhr | FK OEZ Letohrad (III)           | 1:4             | AC Sparta Prag (I)               |
| 31.07.2002, 17:00 Uhr | TJ Tatran Jakubčovice (VI)      | 0:2             | SK Hranice (III)                 |
| 04.09.2002, 17:00 Uhr | SK Kladno (IV)                  | 0:1             | FK Teplice (I)                   |

## 3. Runde
Teilnehmer: Die 32 Sieger der 2. Runde
| Datum                 |                                  | Ergebnis        |                        |
| --------------------- | -------------------------------- | --------------- | ---------------------- |
| 08.09.2002, 16:30 Uhr | FC MUS Most (II)                 | 1:1 (4:5 i. E.) | FK Viktoria Žižkov (I) |
| 10.09.2002, 16:30 Uhr | FC Group Dolní Kounice (II)      | 0:3             | Slovan Liberec (I)     |
| 10.09.2002, 16:30 Uhr | SK Tatran Poštorná (III)         | 1:2             | FK Tescoma Zlín (I)    |
| 10.09.2002, 16:30 Uhr | 1. HFK Olomouc (II)              | 1:0             | SK Hradec Králové (I)  |
| 10.09.2002, 16:30 Uhr | FK Kunovice (II)                 | 0:2             | 1. FC Brünn (I)        |
| 10.09.2002, 16:30 Uhr | FC Střížkov Praha 9 (III)        | 0:4             | FK Marila Příbram (I)  |
| 10.09.2002, 16:30 Uhr | TJ Tatran Prachatice (III)       | 0:0 (4:2 i. E.) | FC Bohemians Prag (I)  |
| 10.09.2002, 16:30 Uhr | SK Hanácká Slavia Kroměříž (III) | 0:3             | FK Teplice (I)         |
| 10.09.2002, 16:30 Uhr | FC Vítkovice (II)                | 3:2             | 1. FC SYNOT (I)        |
| 10.09.2002, 16:30 Uhr | FC Viktoria Pilsen (II)          | 0:0 (2:3 i. E.) | SK České Budweis (I)   |
| 10.09.2002, 16:30 Uhr | FK AS Pardubice (II)             | 1:2             | AC Sparta Prag (I)     |
| 11.09.2002, 16:30 Uhr | TJ Svitavy (IV)                  | 2:5             | SK Slavia Prag (I)     |
| 11.09.2002, 16:30 Uhr | SK Roudnice nad Labem (IV)       | 0:4             | FK Jablonec 97 (I)     |
| 11.09.2002, 16:30 Uhr | FC Dragoun Břevnov (IV)          | 0:2             | VT Chomutov (II)       |
| 11.09.2002, 16:30 Uhr | SK Hranice (III)                 | 0:2             | SK Sigma Olmütz (I)    |
| 11.09.2002, 16:30 Uhr | FC Hlučin (IV)                   | 1:4             | Baník Ostrava (I)      |

## Achtelfinale
| Datum                 |                            | Ergebnis |                        |
| --------------------- | -------------------------- | -------- | ---------------------- |
| 09.04.2003, 00:00 Uhr | FK Jablonec 97 (I)         | 2:1      | 1. FC Brünn (I)        |
| 09.04.2003, 00:00 Uhr | 1. HFK Olomouc (II)        | 0:2      | SK Slavia Prag (I)     |
| 09.04.2003, 00:00 Uhr | TJ Tatran Prachatice (III) | 0:3      | FK Marila Příbram (I)  |
| 09.04.2003, 00:00 Uhr | FC Vítkovice (II)          | 0:2      | Baník Ostrava (I)      |
| 09.04.2003, 00:00 Uhr | AC Sparta Prag (I)         | 0:4      | SK České Budweis (I)   |
| 09.04.2003, 00:00 Uhr | Slovan Liberec (I)         | 0:2      | FK Tescoma Zlín (I)    |
| 10.04.2003, 00:00 Uhr | VT Chomutov (II)           | 1:3      | FK Viktoria Žižkov (I) |
| 10.04.2003, 00:00 Uhr | FK Teplice (I)             | 1:0      | SK Sigma Olmütz (I)    |

## Viertelfinale
| Datum                 |                        | Ergebnis |                       |
| --------------------- | ---------------------- | -------- | --------------------- |
| 16.04.2003, 00:00 Uhr | Baník Ostrava (I)      | 0:2      | FK Tescoma Zlín (I)   |
| 16.04.2003, 00:00 Uhr | FK Teplice (I)         | 3:0      | SK Slavia Prag (I)    |
| 17.04.2003, 00:00 Uhr | SK České Budweis (I)   | 3:1      | FK Marila Příbram (I) |
| 23.04.2003, 00:00 Uhr | FK Viktoria Žižkov (I) | 2:4      | FK Jablonec 97 (I)    |

## Halbfinale
| Datum                 |                      | Ergebnis        |                    |
| --------------------- | -------------------- | --------------- | ------------------ |
| 07.05.2003, 00:00 Uhr | FK Tescoma Zlín (I)  | 1:1 (4:5 i. E.) | FK Jablonec 97 (I) |
| 07.05.2003, 00:00 Uhr | SK České Budweis (I) | 0:0 (4:5 i. E.) | FK Teplice (I)     |

## Finale
| Paarung        | FK Jablonec 97 – FK Teplice |
| Ergebnis       | 0:1 (0:1) |
| Datum          | 27. Mai 2003 um 18:00 Uhr |
| Stadion        | Stadion Evžena Rošického, Prag |
| Zuschauer      | 5.833 |
| Schiedsrichter | Lubomír Puček |
| Tore           | 0:1 Tomáš Hunal (32.) |
| FK Jablonec 97 | Tomáš Lovásik – Jiří Svojtka, Richard Hrotek, Tomáš Čáp – Radek Hochmeister, Ondřej Herzán (73. Vladimír Pokorný), Michal Kordula, Tomáš Michálek (86. Vladimír Majsniar), Jozef Weber – Zdeněk Šenkeřík, Miroslav Vodehnal (61. Jiří Mašek) Cheftrainer: Vlastimil Palička |
| FK Teplice     | Tomáš Poštulka – Tomáš Hunal, Roman Lengyel, Karel Rada, Petr Voříšek – Vladimír Leitner – Pavel Horváth, Dušan Tesařík (59. Petr Gabriel) – Pavel Verbíř, Michal Kolomazník (79. Michal Doležal), Luděk Zelenka (65. Jan Rezek) Cheftrainer: František Straka              |
| Gelbe Karten   | Zdeněk Šenkeřík – Vladimír Leitner |